# اندیس الموت
الموت یک اندیس فلزی است که در حوالی شهر لنکران استان قزوین قرار دارد و مادهٔ معدنی موجود در آن، طلا است.  